# Gentile da Fabriano
(Con queste parole, secondo la testimonianza del Vasari, Michelangelo avrebbe commentato la lunetta della tomba Adimari in Santa Maria Nova a Roma, affrescata da Gentile)
Gentile di Niccolò di Giovanni di Massio, detto Gentile da Fabriano (Fabriano, 1370 circa – Roma, settembre 1427), è stato un pittore italiano.

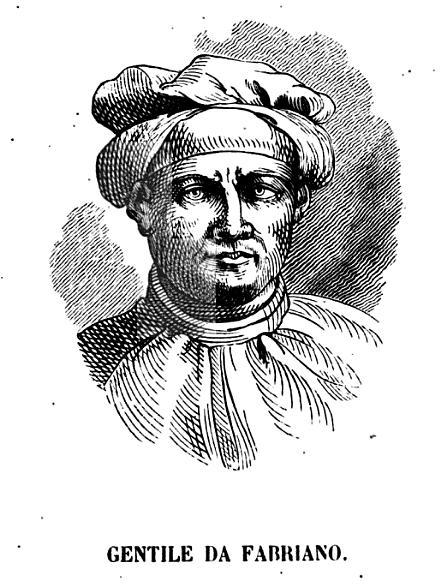
Gentile da Fabriano disegnato da Giorgio Vasari.

Tra i più importanti esponenti del Gotico internazionale, incarnò nel suo secolo la tipica figura dell'artista itinerante, che preferiva spostarsi per trovare le più svariate occasioni di lavoro offerte dalle corti piuttosto che stanziarsi a bottega. La sua pittura poetica e fiabesca, il gusto per la linea e un uso impareggiabile degli elementi decorativi lo portarono al vertice della scuola italiana dell'epoca, ricevendo commissioni di grandissimo prestigio. Con la visita a Firenze entrò in dialogo con il nascente umanesimo nell'arte e, pur senza rinunciare al proprio stile, iniziò una consapevole transizione tra il decorativismo tardogotico e l'essenzialità rinascimentale.

## Vita e opere

### Pavia

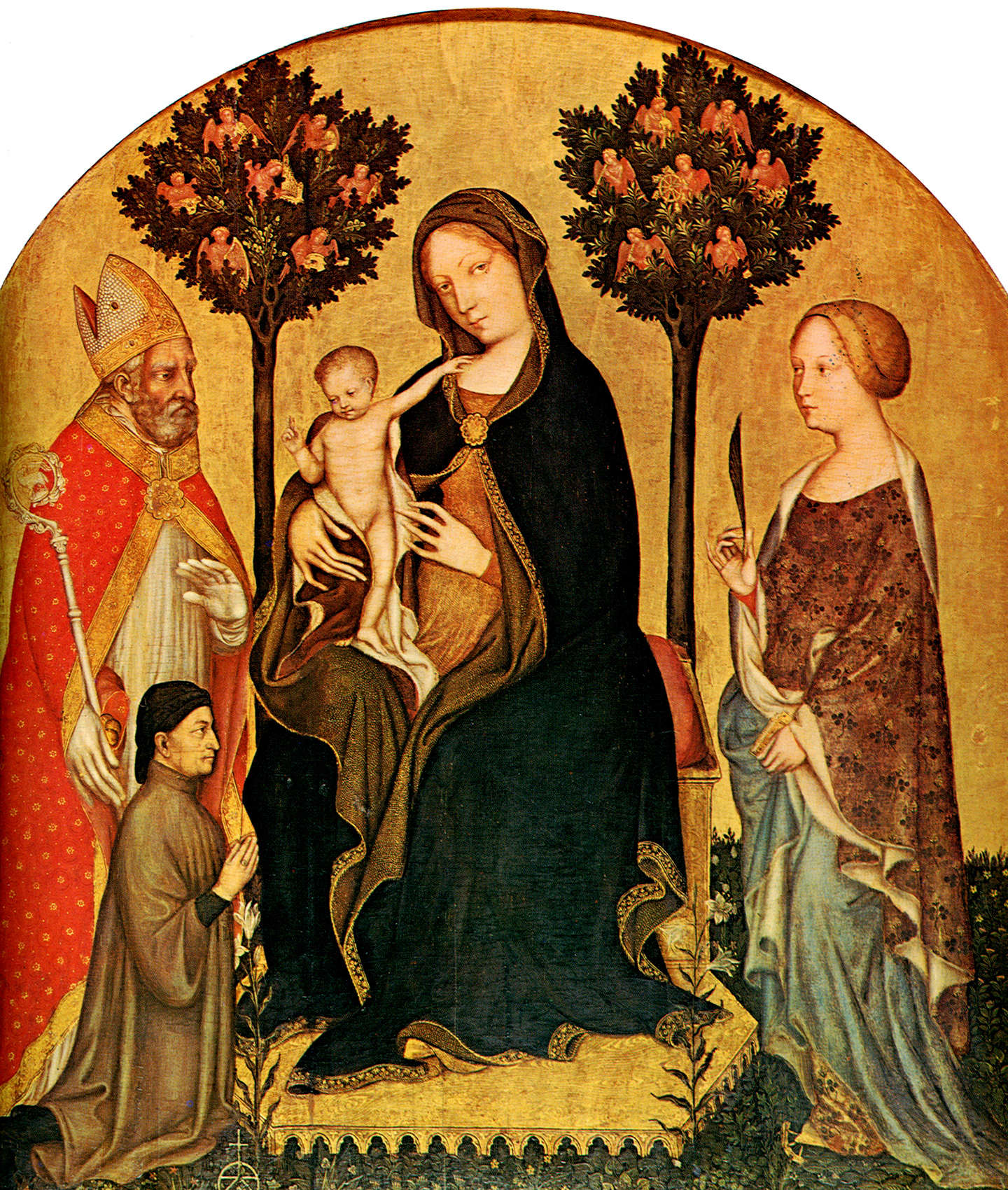
La Madonna col Bambino tra i santi Nicola di Bari, Caterina d'Alessandria e un donatore (Gemäldegalerie).

Nacque a Fabriano nel 1370-1375 circa da Niccolò di Giovanni, mercante, e Francheschina di Bonanno Trasemundi. Non si hanno dati diretti sulla sua formazione, tuttavia in alcune delle prime opere a noi note, come la Madonna col Bambino in gloria tra i santi Francesco e Chiara, realizzata per il monastero di Santa Chiara la Reale (ente fondato da Bianca di Savoia, madre di Gian Galeazzo Visconti) a Pavia tra il 1390 ed il 1395, gli affreschi con dame nella prima sala della pinacoteca Malaspina nel castello di Pavia (datate al 1393) e la tavola con la Madonna col Bambino e i santi Niccolò e Caterina e un donatore, eseguita per la chiesa di San Niccolò o per quella di Santa Caterina in Castelvecchio, entrambe a Fabriano, tra il 1395 e il 1400 (ora a Berlino), i caratteri stilistici sono legati prevalentemente alla cultura tardogotica lombarda, impostata sulla tradizione umbro-marchigiana, facendo ipotizzare una formazione a Pavia, presso la corte di Gian Galeazzo Visconti, dove, probabilmente, giunse tramite i solidi rapporti politici che univano Chiavello Chiavelli, signore di Fabriano, al primo duca di Milano. Non è escluso che si spostasse frequentemente tra le Marche e la Lombardia.

### Venezia
Dopo la morte di Gian Galeazzo Visconti, sopraggiunta nel 1402, forse a partire dal 1405 circa, fu a Venezia, dove risultava iscritto alla Scuola dei Mercanti. Vi rimase fino al 1414. Per la chiesa di Santa Sofia dipinse il polittico Sandei di cui rimangono pochi frammenti seppur di valore. Nel 1409-1411 gli venne commissionata la decorazione murale della Sala del Maggior Consiglio in Palazzo Ducale, per la quale eseguì l'affresco con la Battaglia tra Ottone III e i Veneziani, andata perduta come il resto degli affreschi (per via di un incendio e del clima veneziano, che tende a sciupare velocemente gli affreschi). Qui conobbe sicuramente Pisanello e forse Michelino da Besozzo. Probabilmente nella sua bottega lavorò Jacopo Bellini. Altra opera veneziana documentata è l'ancòna eseguita per Francesco Amadi e pagata il 27 luglio 1408.

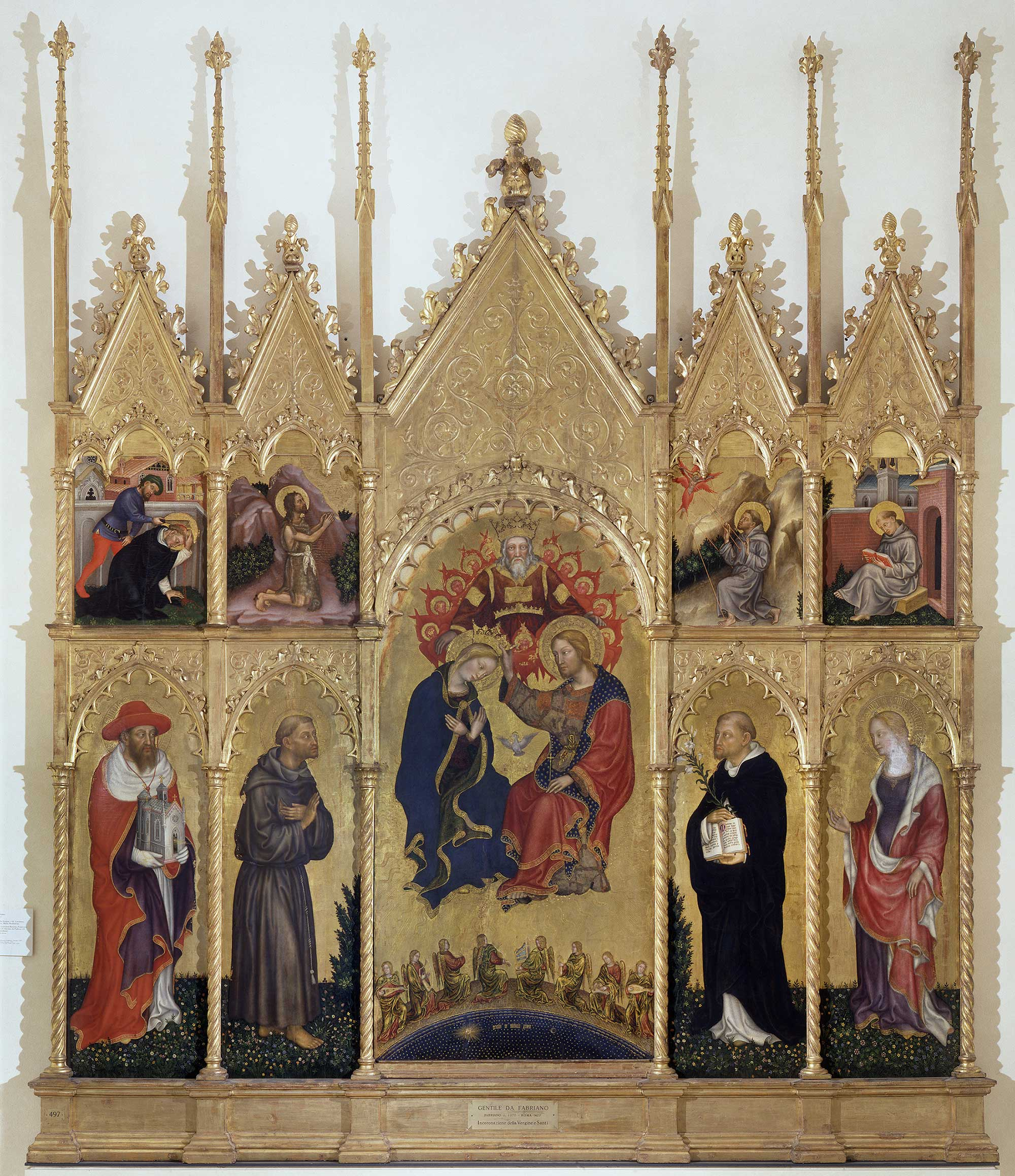
Il polittico di Valle Romita (1400-1410), Pinacoteca di Brera, Milano.

Al 1406-1412 è databile il Polittico di Valle Romita firmato dall'artista ed oggi alla Pinacoteca di Brera, di cui fa forse parte anche un pannello con la Crocifissione. Fu dipinto per l'eremo francescano di Valdisasso (detto anche di Valleremita o Valle Romita) presso Fabriano, luogo acquistato il 23 dicembre 1405 dal signore di Fabriano (Chiavello Chiavelli), da questi scelto per la sua sepoltura e per questo dotato di un prezioso polittico ad opera del suo artista di riferimento, che era appunto a Venezia e per il cui Doge il Chiavelli stava combattendo addirittura come mercenario, trovando la morte nel 1412.
In quest'opera le derivazioni lombarde (colori tenui, attenzione ai dettagli naturalistici, gusto lineare) sono aggiornate sull'opera di Michelino da Besozzo, insieme a un maggiore equilibrio e solidità formale (i santi poggiano fermamente i piedi a terra). L'iconografia dell'Incoronazione della Vergine sospesa in cielo è però tipicamente veneziana, mentre sono caratteristiche destinate a diventare tipiche dell'artista la lavorazione finissima dell'oro, la preziosità degli abiti, la capacità di rendere la consistenza dei materiali (come la pelliccia della Maddalena) grazie a un tratto soffice e sfumato che annulla i contorni.

### Nuovi viaggi
Numerosi furono gli spostamenti in quegli anni. Si sa che tornò nelle Marche e lavorò in Umbria e in Lombardia.
Negli anni 1411-1412 fu a Foligno, dove eseguì i disegni per il ciclo decorativo di palazzo Trinci su commissione di Ugolino III. La stesura pittorica, più povera, è dovuta quasi integralmente ad allievi, tra i quali forse Jacopo Bellini.
Tra il gennaio 1414 e il 1419 andò a Brescia, dove decorò la cappella di San Giorgio al Broletto per conto di Pandolfo III Malatesta, lavoro quasi interamente perduto. Lasciata Brescia, si recò forse a Parma: Franco Moro gli attribuisce un affresco che ritrae un santo, probabilmente Sebastiano, situato all'ingresso della cappella del Comune nella cattedrale della città emiliana. Nella primavera 1420 fu nuovamente a Fabriano.

### Firenze

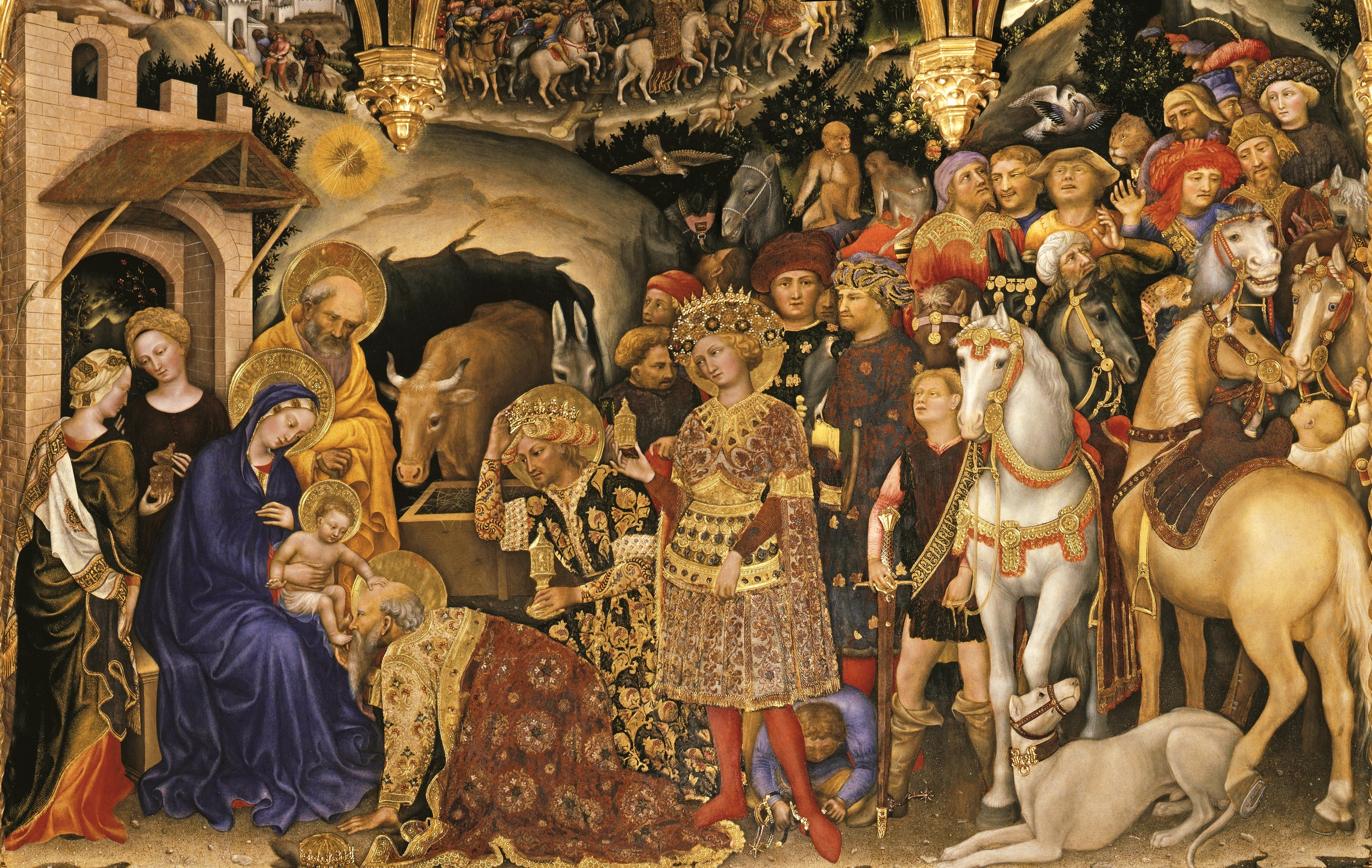
Adorazione dei Magi (dettaglio), Firenze (1423).

Il 6 agosto 1420 Gentile è documentato a Firenze, dove si iscrisse all'Arte dei Medici e Speziali (21 novembre 1422) come "Magister Gentilis Nicolai Joannis Massi de Fabriano pictor, habitator Florentiae in populo Sancte Trinitatis".
Il marchigiano eseguì su commissione del ricchissimo Palla Strozzi l'Adorazione dei Magi, che, come ci è ricordato da un'iscrizione riportata sopra la predella, fu terminata nel maggio del 1423. La sontuosa pala era destinata alla Chiesa di Santa Trinita per essere collocata sull'altare della Cappella Strozzi, che era stata progettata da Lorenzo Ghiberti.
La narrazione si snoda a partire dalla lunetta in alto a sinistra, in cui i tre re magi avvistano la stella cometa che li guiderà fino al congiungimento con la Sacra Famiglia, per poi proseguire con il vivace corteo dei Magi raffigurato in diversi focolai di azione. Il momento culminante del viaggio occupa la parte centrale della tavola, in cui i tre sontuosi personaggi, seguiti da un agitato e raffinatissimo corteo, si prostrano davanti alla Vergine che regge il piccolo Gesù. I due gruppi (a sinistra la sacra famiglia e a destra il corteo) sono separati dalla figura dritta del giovane re; accorgimenti del genere permettono all'opera di essere letta da più punti di vista, su cui lo spettatore è invitato a soffermarsi e ad analizzare ogni singolo particolare in momenti successivi. 
L'elaborata lavorazione dell'oro nella resa dei dettagli è quasi abbagliante e le figure, sebbene disposte in profondità, non seguono alcuna prospettiva, ma sono semplicemente accostate creando un effetto irreale e fiabesco. 

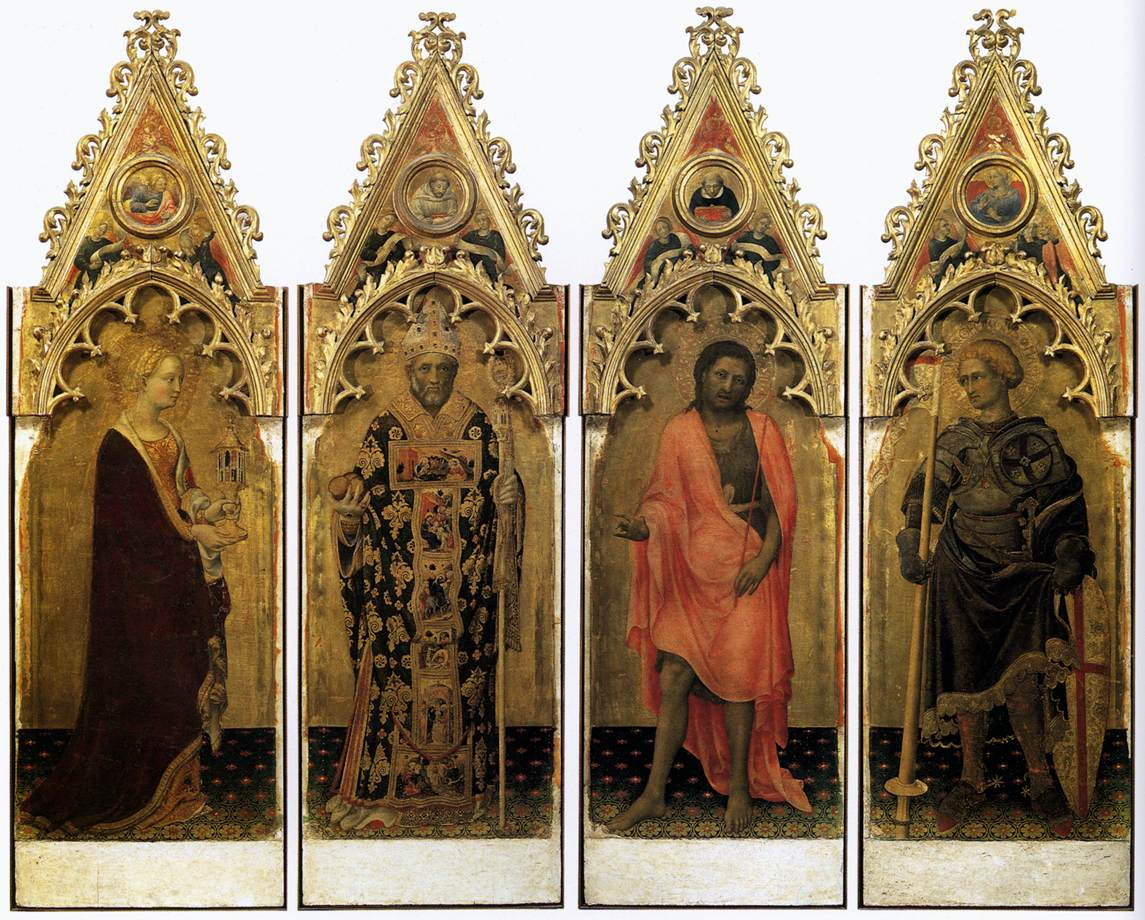
I quattro pannelli del Polittico Quaratesi conservati alla Galleria degli Uffizi.

Del maggio 1425 è il polittico commissionato dalla famiglia Quaratesi per l'altar maggiore della chiesa di San Niccolò sopr'Arno a Firenze, firmato e datato, oggi smembrato e disperso in vari Musei (Uffizi, National Gallery di Londra, Pinacoteca Vaticana e National Gallery di Washington). In questa opera si vede una transizione dello stile di Gentile influenzato dalla cultura umanistica fiorentina, che in quegli anni si andava affermando, con un'accurata osservazione delle sculture antiche. Le figure sono pacate e monumentali, costruite solidamente, con colori compatti e con un segno più sobrio, più vicine alle opere di Lorenzo Ghiberti e di Masolino da Panicale.
Nella stessa chiesa fu scoperto nel 1862 (ma forse proveniente da altra sede) un secondo polittico di Gentile, particolare sia per lo sviluppo orizzontale della struttura, sia per il carattere narrativo, inconsueto in una pala d'altare. Vi si trovano rappresentate l'Intercessione di Cristo e Maria all'Eterno nel pannello centrale, la Resurrezione di Lazzaro e l'incontro di tre Santi in un contesto urbano in quelli ai lati, e San Ludovico di Tolosa e San Bernardo da Chiaravalle nei pannelli estremi. L'opera accoglie molti motivi stilistici dal Masaccio della Cappella Brancacci della chiesa del Carmine, ed in particolare una resa dello spazio e della realtà assai distante dalle consuete forme del fabrianese, ma di cui l'artista aveva già dato prova nella predella del Polittico Quaratesi.

### Verso Roma

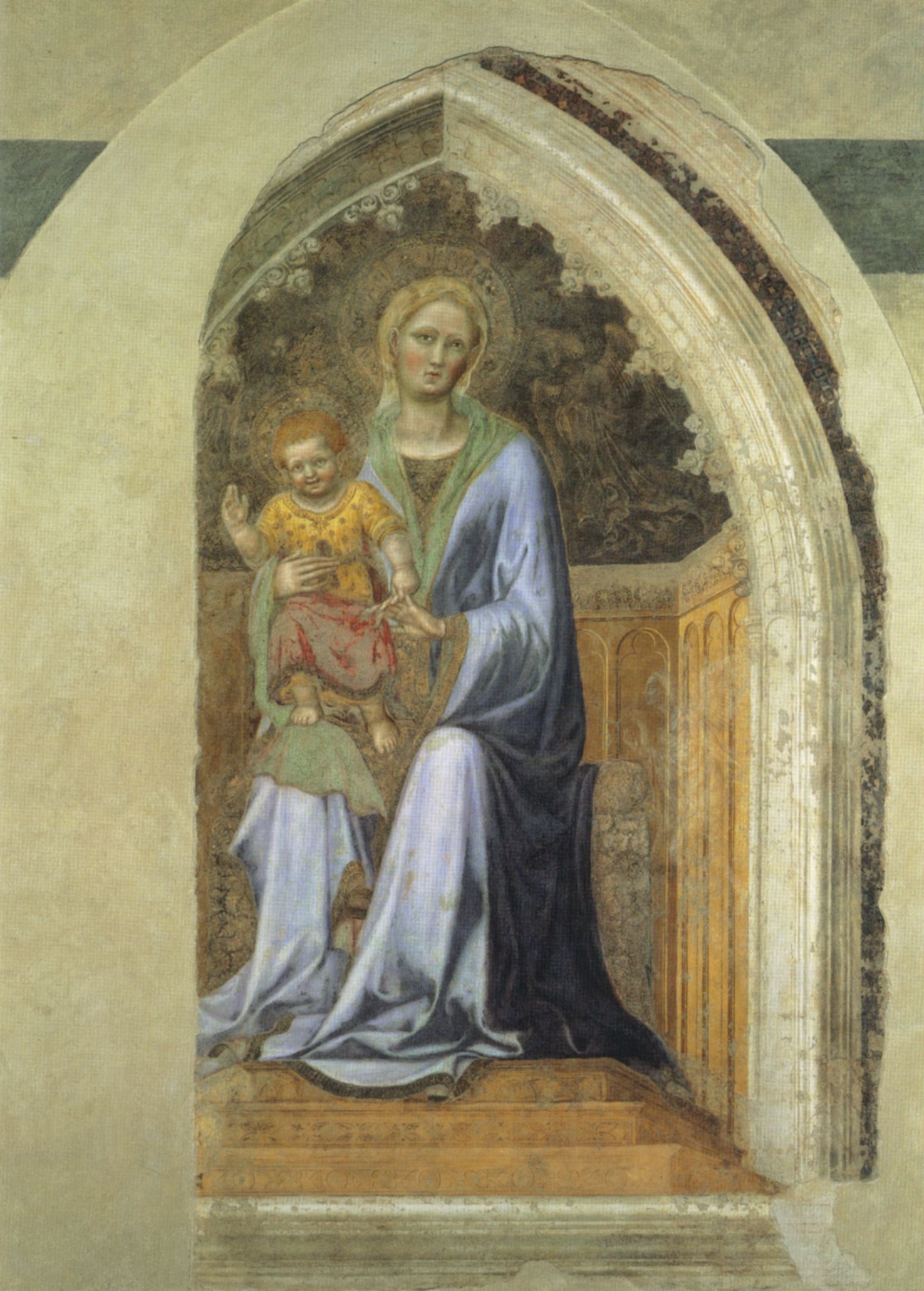
La Madonna con Bambino del Duomo di Orvieto

Tra il giugno e l'agosto 1425 fu a Siena, dove dipinse per il palazzo dei Notai, sulla piazza del Campo, una Madonna col Bambino in facciata (altra opera perduta).
Tra l'agosto e l'ottobre del 1425 si spostò ad Orvieto per l'esecuzione dell'affresco con la Vergine col Bambino all'interno del Duomo, nel quale i corpi solidi si profilano da sotto i panni e le espressioni si umanizzano, abbandonando i modi cortesi delle prime opere. Nel XVI secolo l'opera rischiò di essere distrutta in seguito ai rimaneggiamenti condotti all'interno dell'edificio e, nel 1568, il ravennate Giovanni Battista Ragazzini aggiunse alle due figure una Santa Caterina, rimossa durante l'ultimo restauro. 

### Roma
Nel gennaio 1427 arrivò a Roma, dove ricevette una commissione prestigiosissima su incarico di Martino V: la decorazione della navata centrale di San Giovanni in Laterano, la cattedrale di Roma. La morte, nell'agosto dello stesso anno, gli impedì di concluderla, e l'opera fu terminata da Pisanello cinque anni dopo. Questo ciclo, culmine dell'arte tardogotica in Italia, venne distrutto dopo i lavori di Borromini alla basilica, ma ci sono giunti attraverso un disegno copiato da Borromini stesso (oggi conservato a Berlino) e alcuni frammenti, su cui però la critica non è unanime circa la provenienza e originalità. 
In data 14 ottobre 1427 Gentile veniva ricordato come già morto. Venne sepolto nella chiesa di Santa Maria Nova, odierna Santa Francesca Romana e, nonostante la sua tomba sia andata perduta, nel 1952 è stata posta sul pavimento della navata un'epigrafe che ne ricorda la sepoltura all'interno della Basilica.

## Opere principali

Incoronazione della Vergine (1420 circa), Getty Museum, Los Angeles.

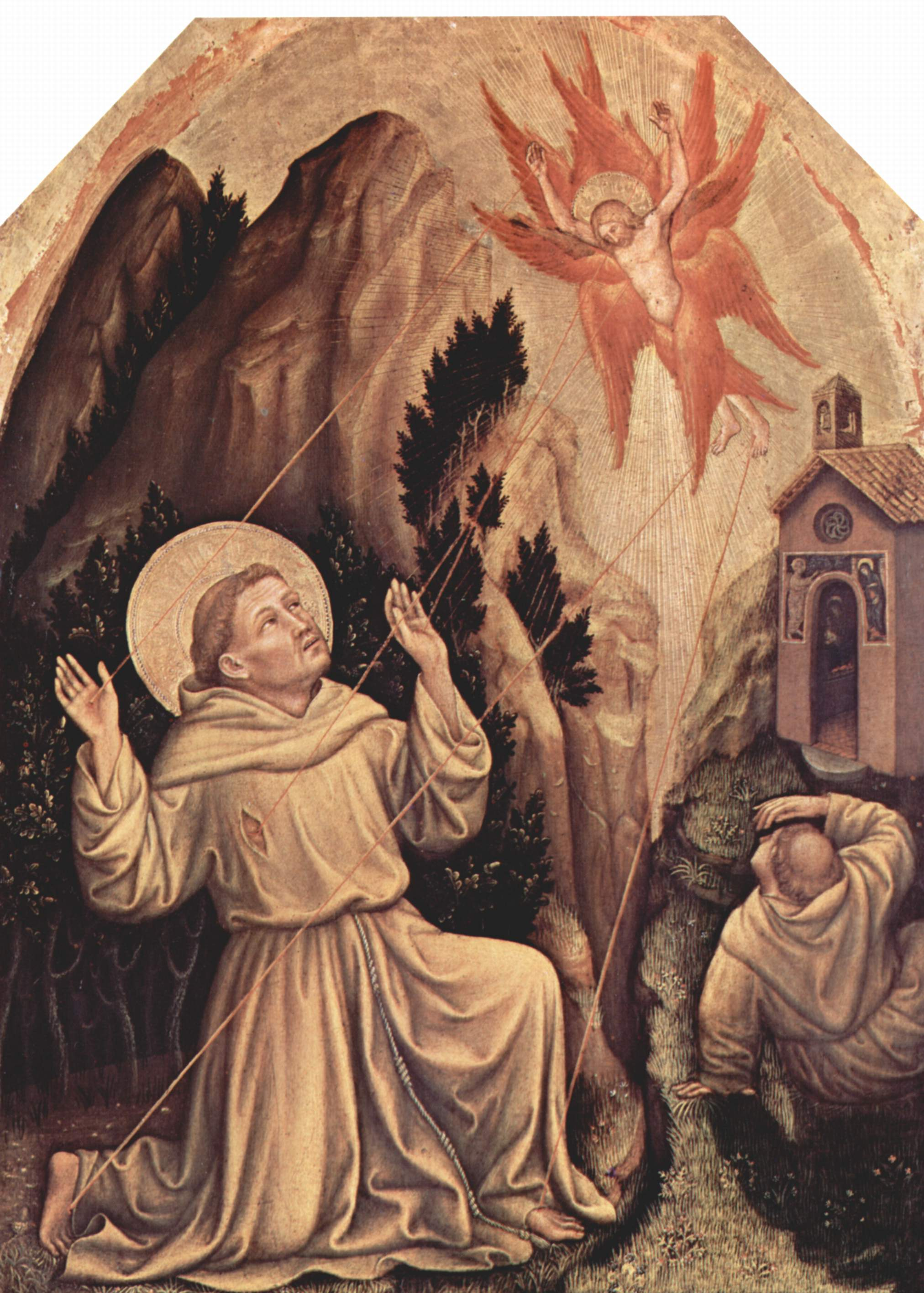
Stigmate di San Francesco (1420 circa), Fondazione Magnani Rocca, Traversetolo (Parma).

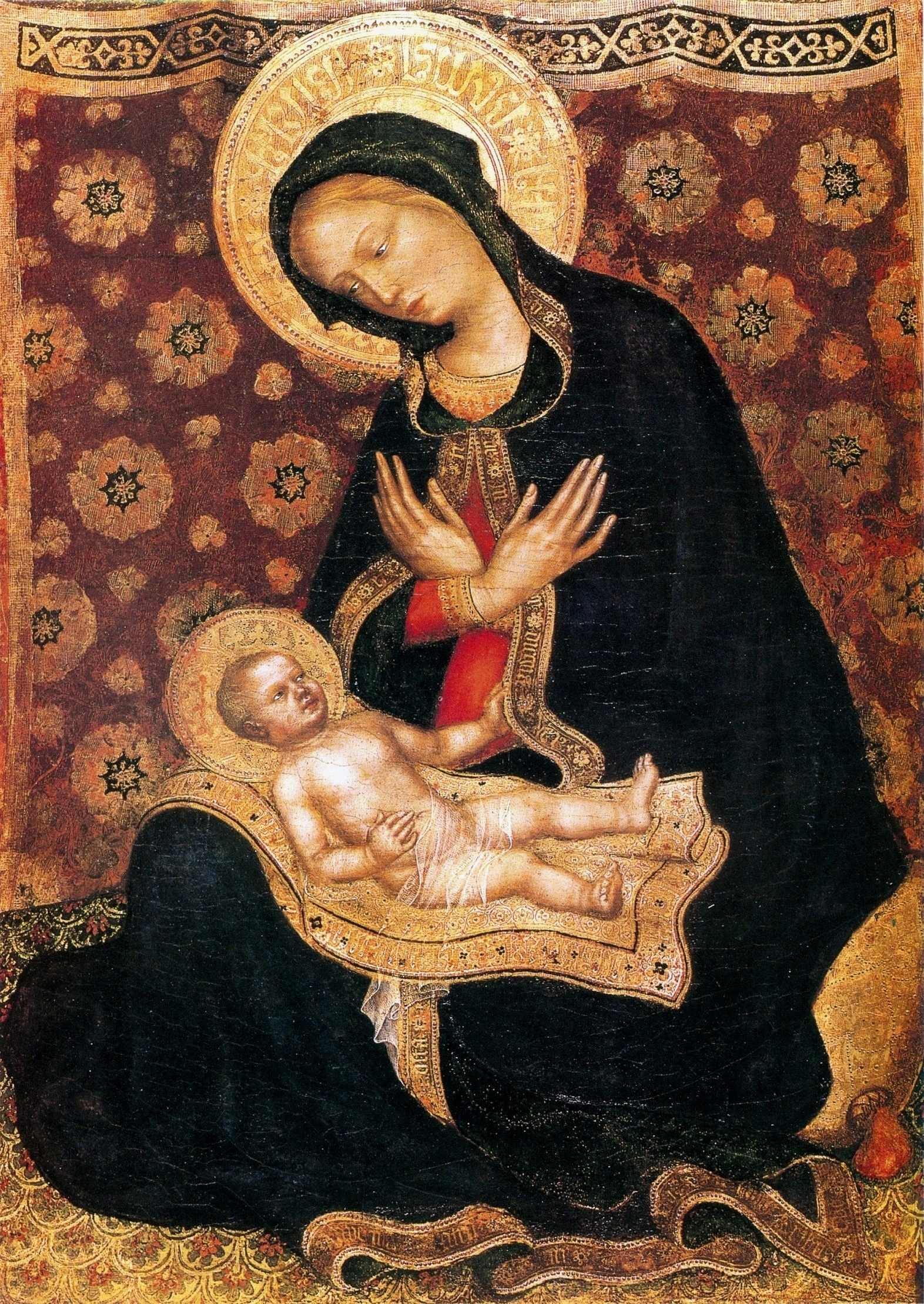
Madonna dell'Umiltà (1420 circa), Museo Nazionale di San Matteo, Pisa.

Elenco delle opere principali (salvo indicato diversamente le opere sono tutte tempera su tavola; misure in cm).
- Madonna col Bambino in gloria tra i santi Francesco e Chiara, 1390-1395, 50x42, Pinacoteca Malaspina, Pavia
- Dame, Castello Visconteo, affresco, Pavia, 1393
- Madonna col Bambino tra i santi Nicola di Bari, Caterina d'Alessandria e un donatore, 1395-1400 circa, 131x113, Staatliche Museen (Gemaldegalerie), Berlino
- Madonna in trono col Bambino e angeli musicanti, 1403-1410 circa, Galleria Nazionale dell'Umbria, Perugia
- Madonna col Bambino, 1403-1410 circa, 58x48, Pinacoteca nazionale, Ferrara
- Madonna Davis, 1400-1414 circa, 85,7x50,8 cm, Metropolitan Museum, New York
- Madonna in trono col Bambino benedicente e quattro angeli oranti, 1408, 165x135, Museo Civico Correr,  Venezia
- Polittico di Valleromita, 1406-1410 circa, 280x250, Pinacoteca di Brera, Milano
  - Crocifissione, 1406-1410 circa, 64,20x40,4, Pinacoteca di Brera, Milano
- Polittico Sandei, 1405-1414 circa, in gran parte perduto
  - San Giacomo maggiore, tempera su tavola, 30x8,50, Collezione Berenson, Villa I Tatti, Settignano (Firenze)
  - San Pietro, 20x6,50, Collezione Berenson, Villa I Tatti, Settignano (Firenze)
  - Santo Apostolo, 23,4x8,2, Pinacoteca Nazionale, Bologna
  - Santo Apostolo con libro, 23x8,3, Pinacoteca Nazionale, Bologna
  - San Paolo eremita, frammento di affresco, collezione privata a San Francisco (precedentemente in collezione Loeser).
- Madonna in trono col Bambino e due angeli, 1410-1415, 58,7x42,9, Philbrook Art Center, Tulsa (Oklahoma)
- Affreschi di palazzo Trinci, 1411-1412, Foligno
  - Loggia di Romolo e Remo
  - Sala dei Giganti
  - Sala delle Arti liberali e dei Pianeti
  - Ponte sospeso (scuola)
- Incoronazione della Vergine (da uno stendardo processionale), 1420 circa, 87,50x64, Getty Museum, Los Angeles
- Stimmate di san Francesco (da uno stendardo processionale), 1420 circa, 87x64, Fondazione Magnani-Rocca, Mamiano di Traversetolo (Parma)
- Adorazione del Bambino, 1420-1421 circa, 72x42,6, Getty Museum, Los Angeles
- Madonna col Bambino, 1420-1423 circa, 95,9x56,5, National Gallery of Art, Washington
- Polittico dell'Intercessione, 1420-1423 circa, chiesa di San Niccolò Oltrarno, Firenze
- Madonna dell'Umiltà, 1420-1423 circa, 56x41, Museo nazionale di San Matteo, Pisa
- Adorazione dei Magi (Pala Strozzi), 1423, 300x282, Uffizi, Firenze
  - Presentazione di Gesù al Tempio dalla Pala Strozzi, 1423, 25x62, Louvre, Parigi
- Madonna col Bambino, 1423-1425 circa, 24,8x19, Collezione Berenson, Villa I Tatti, Settignano (Firenze)
- Madonna in trono col Bambino tra i santi Lorenzo e Giuliano, 1423-1425 circa, 170x61, Frick Collection, New York
- Annunciazione, 1423-1425 circa, 41x49, Pinacoteca Vaticana, Città del Vaticano
- Lapidazione di santo Stefano, 1423-1427 circa, 16,5x27, Kunsthistorisches Museum, Vienna
- Madonna col Bambino, 1424 circa, 91,4x62,9, Yale University Art Gallery, New Haven
- Polittico Quaratesi, 1425
  - Madonna col Bambino e angeli con cimasa con Angeli e medaglione col Redentore, (scomparto centrale), 222,70x83, The Royal Collection, Hampton Court, in deposito alla National Gallery di Londra
  - Santa Maria Maddalena, con cimasa (scomparto sinistro), 200x60, Uffizi, Firenze
  - San Nicola di Bari, con cimasa (scomparto sinistro), 200x60, Uffizi, Firenze
  - San Giovanni Battista, con cimasa (scomparto destro), 200x60, Uffizi, Firenze
  - San Giorgio, con cimasa (scomparto destro), 200x60, Uffizi, Firenze
  - Nascita di san Nicola (scomparto di predella), 36,5x36,5, Pinacoteca Vaticana, Città del Vaticano
  - San Nicola dona tre palle d'oro alle fanciulle povere (scomparto di predella), 36,5x36,5, Pinacoteca Vaticana, Città del Vaticano
  - San Nicola salva una nave dal mare in tempesta (scomparto di predella), 39x62, Pinacoteca Vaticana, Città del Vaticano
  - San Nicola salva tre giovani messi in salamoia (scomparto di predella), 36,5x36,5, Pinacoteca Vaticana, Città del Vaticano
  - Miracolo dei pellegrini alla tomba di san Nicola (scomparto di predella), 36,5x36,5, National Gallery of Art, Washington
- Madonna col Bambino e angeli, 1425, affresco, 225x125, Duomo di Orvieto
- Madonna col Bambino e due angeli, 1426-1427 circa, 110,4x66,3, Museo diocesano, Velletri